# 52e cérémonie des Saturn Awards
La 52e cérémonie des Saturn Awards, récompense les films, séries télévisées et téléfilms sortis entre octobre 2023 et octobre 2024 et les professionnels s'étant distingués durant cette période.
La cérémonie a lieu le 2 février 2025 à Hilton Universal City de Los Angeles et les nominations sont  annoncées le 5 décembre 2024.

## Palmarès
Les lauréats apparaissent en gras.

### Cinéma

#### Meilleur film de science-fiction
- Dune, deuxième partie (Dune: Part Two)
  - Furiosa : Une saga Mad Max (Furiosa: A Mad Max Saga)
  - Hunger Games : La Ballade du serpent et de l'oiseau chanteur (The Hunger Games: The Ballad of Songbirds & Snakes)
  - La Planète des singes : Le Nouveau Royaume (Kingdom of the Planet of the Apes)
  - Megalopolis
  - Venom: The Last Dance

#### Meilleur film fantastique
- Beetlejuice Beetlejuice
  - SOS Fantômes : La Menace de glace (Ghostbusters: Frozen Empire)
  - Godzilla x Kong: The New Empire
  - My Old Ass
  - Poor Things
  - Wonka

#### Meilleur film d'horreur
- Alien: Romulus
  - Abigail
  - La Malédiction : L'Origine (The First Omen)
  - In a Violent Nature
  - Longlegs
  - A Quiet Place: Day One
  - Smile 2

#### Meilleur film d'action ou d'aventure
- Deadpool & Wolverine
  - Argylle
  - The Fall Guy
  - Fly Me to the Moon
  - The Ministry of Ungentlemanly Warfare
  - Twisters

#### Meilleur thriller
- Strange Darling
  - Blink Twice
  - Civil War
  - Saltburn
  - Speak No Evil
  - Wolfs

#### Meilleur film d'animation
- Le Robot sauvage (The Wild Robot)
  - The Boy and the Heron
  - Moi, moche et méchant 4 (Despicable Me 4)
  - Vice-versa 2
  - Kung Fu Panda 4
  - Spy × Family Code: White
  - Transformers One

#### Meilleur film international
- Late Night with the Devil
  - Dream Scenario
  - MaXXXine
  - The Substance
  - Thelma
  - The Thicket

#### Meilleure réalisation
- Denis Villeneuve – Dune, deuxième partie
  - Fede Álvarez – Alien: Romulus
  - Wes Ball – La Planète des singes : Le Nouveau Royaume
  - Tim Burton – Beetlejuice Beetlejuice
  - Shawn Levy – Deadpool & Wolverine
  - JT Mollner – Strange Darling
  - Takashi Yamazaki – Godzilla Minus One

#### Meilleur scénario
- Longlegs – Osgood Perkins
  - Beetlejuice Beetlejuice – Alfred Gough et Miles Millar
  - Deadpool & Wolverine – Ryan Reynolds, Rhett Reese, Paul Wernick, Zeb Wells et Shawn Levy
  - Dune, deuxième partie – Denis Villeneuve et Jon Spaihts
  - Godzilla Minus One – Takashi Yamazaki
  - La Planète des singes : Le Nouveau Royaume – Josh Friedman
  - Strange Darling – JT Mollner

#### Meilleur acteur
- Nicolas Cage – Dream Scenario
  - Tom Blyth – Hunger Games : La Ballade du serpent et de l'oiseau chanteur
  - Timothée Chalamet – Dune, deuxième partie
  - David Dastmalchian – Late Night with the Devil
  - Kyle Gallner – Strange Darling
  - Michael Keaton – Beetlejuice Beetlejuice
  - Ryan Reynolds – Deadpool & Wolverine

#### Meilleure actrice
- Demi Moore – The Substance
  - Willa Fitzgerald – Strange Darling
  - Lupita Nyong'o – A Quiet Place: Day One
  - Winona Ryder – Beetlejuice Beetlejuice
  - Naomi Scott – Smile 2
  - June Squibb – Thelma
  - Anya Taylor-Joy – Furiosa : Une saga Mad Max

#### Meilleur acteur dans un second rôle
- Hugh Jackman – Deadpool & Wolverine 
  - Josh Brolin – Dune, deuxième partie
  - Austin Butler – Dune, deuxième partie
  - Nicolas Cage – Longlegs
  - Willem Dafoe – Beetlejuice Beetlejuice
  - David Jonsson – Alien: Romulus
  - Owen Teague – La Planète des singes : Le Nouveau Royaume

#### Meilleure actrice dans un second rôle
- Rebecca Ferguson – Dune, deuxième partie
  - Emma Corrin – Deadpool & Wolverine
  - Barbara Hershey – Strange Darling
  - Juliette Lewis – The Thicket
  - Margaret Qualley – The Substance
  - Cailee Spaeny – Alien: Romulus
  - Zendaya – Dune, deuxième partie

#### Meilleur jeune acteur
- Jenna Ortega – Beetlejuice Beetlejuice
  - Freya Allan – La Planète des singes : Le Nouveau Royaume
  - Mckenna Grace – SOS Fantômes : La Menace de glace
  - Kaylee Hottle – Godzilla x Kong: The New Empire
  - Calah Lane – Wonka
  - Alisha Weir – Abigail
  - Rachel Zegler – Hunger Games : La Ballade du serpent et de l'oiseau chanteur

#### Meilleurs décors
- Dune, deuxième partie – Patrice Vermette
  - Alien: Romulus – Naaman Marshall
  - Beetlejuice Beetlejuice – Matt Scruton
  - Deadpool & Wolverine – Ray Chan
  - La Planète des singes : Le Nouveau Royaume – Daniel T. Dorrance
  - Longlegs – Danny Vermette

#### Meilleur montage
- Deadpool & Wolverine – Dean Zimmerman et Shane Reid
  - Beetlejuice Beetlejuice – Jay Prychidny
  - Civil War – Jake Roberts
  - Dune, deuxième partie – Joe Walker
  - Furiosa : Une saga Mad Max – Eliot Knapman et Margaret Sixel
  - Strange Darling – Christopher Robin Bell

#### Meilleure musique
- Beetlejuice Beetlejuice – Danny Elfman
  - Dune, deuxième partie – Hans Zimmer
  - SOS Fantômes : La Menace de glace – Dario Marianelli
  - Hunger Games : La Ballade du serpent et de l'oiseau chanteur – James Newton Howard
  - La Planète des singes : Le Nouveau Royaume – John Paesano
  - Smile 2 – Cristobal Tapia de Veer

#### Meilleurs costumes
- Beetlejuice Beetlejuice – Colleen Atwood
  - Deadpool & Wolverine – Graham Churchyard et Mayes C. Rubeo
  - Dune, deuxième partie – Jacqueline West
  - SOS Fantômes : La Menace de glace – Alexis Fortes et Ruth Myers
  - Hunger Games : La Ballade du serpent et de l'oiseau chanteur – Trish Summerville
  - Wonka – Lindy Hemming

#### Meilleur maquillage
- The Substance – Pierre-Olivier Persin
  - Alien: Romulus – Shane Mahan
  - Beetlejuice Beetlejuice – Neal Scanlan, Christine Blundell et Lesa Warrener
  - Dune, deuxième partie – Donald Mowat, Love Larson et Eva von Bahr
  - Longlegs – Werner Pretorius, Felix Fox et Madelaine Hermans
  - Smile 2 – Jeremy Selenfriend, Sasha Grossman et Alec Gillis

#### Meilleurs effets visuels/spéciaux
- Dune, deuxième partie – Paul Lambert, Stephen James, Rhys Salcombe et Gerd Nefzer
  - Alien: Romulus – Alec Gillis, Eric Barba, Nelson Sepulveda-Fauser, Daniel Macarin et Shane Mahan
  - Beetlejuice Beetlejuice – Angus Bickerton, James Brennan-Craddock, Neal Scanlan et Stefano Pepin
  - Deadpool & Wolverine – Swen Gillberg, Matthew Twyford, Vincent Papaix et Dominic Tuohy
  - Godzilla Minus One – Masaki Takahashi, Tatsuji Nojima, Kiyoko Shibuya et Takashi Yamazaki
  - La Planète des singes : Le Nouveau Royaume – Erik Winquist, Stephen Unterfranz, Paul Story et Rodney Burke
  - Twisters – Ben Snow, Florian Witzel, Charles Lai, Scott R. Fisher, Dave Crispino et Bill Georgiou

#### Meilleur film indépendant
- Late Night with the Devil
  - Dream Scenario
  - MaXXXine
  - The Substance
  - Thelma
  - The Thicket

### Télévision

#### Meilleure série de science fiction
- Fallout
  - Le Problème à trois corps (3 Body Problem)
  - Ahsoka
  - The Ark
  - Dark Matter
  - Star Trek: Discovery

#### Meilleure série fantastique
- House of the Dragon
  - Avatar, le dernier maître de l'air (Avatar: The Last Airbender)
  - For All Mankind
  - Le Seigneur des anneaux : Les Anneaux de pouvoir (The Lord of the Rings: The Rings of Power)
  - Percy Jackson et les Olympiens (Percy Jackson and the Olympians)
  - The Spiderwick Chronicles

#### Meilleure série d'horreur
- From
  - Entretien avec un vampire (Interview with the Vampire)
  - Creepshow
  - Evil
  - Grotesquerie
  - Teacup
  - The Walking Dead: Daryl Dixon

#### Meilleure série d'action ou thriller
- Cobra Kai
  - Bosch: Legacy
  - Found
  - High Potential
  - Présumé innocent (Presumed Innocent)
  - Saison 4 de True Detective
  - Tulsa King

#### Meilleure série de super-héros
- Agatha All Along
  - The Boys
  - Loki
  - The Penguin
  - Superman et Loïs (Superman and Lois)
  - Umbrella Academy (The Umbrella Academy)

#### Meilleur acteur de télévision
- Colin Farrell – The Penguin 
  - Walton Goggins – Fallout
  - Jon Hamm – Fargo
  - Andrew Lincoln – The Walking Dead: The Ones Who Live
  - Harold Perrineau – From
  - Norman Reedus – The Walking Dead: Daryl Dixon
  - Kurt Russell et Wyatt Russell – Monarch: Legacy of Monsters

#### Meilleure actrice de télévision
- Rosario Dawson – Ahsoka
  - Emma D'Arcy – House of the Dragon
  - Jodie Foster – Saison 4 de True Detective
  - Danai Gurira – The Walking Dead: The Ones Who Live
  - Kathryn Hahn – Agatha All Along
  - Melissa McBride – The Walking Dead: Daryl Dixon
  - Ella Purnell – Fallout

#### Meilleur acteur de télévision dans un second rôle
- Antony Starr – The Boys 
  - Matt Berry – What We Do in the Shadows
  - Brandon Scott Jones – Ghosts : fantômes à la maison (Ghosts)
  - Lamorne Morris – Fargo
  - Aaron Moten – Fallout
  - Matt Smith – House of the Dragon
  - Henry Thomas – La Chute de la maison Usher (The Fall of the House of Usher)

#### Meilleure actrice de télévision dans un second rôle
- Cristin Milioti – The Penguin 
  - Jennifer Connelly – Dark Matter
  - Jennifer Jason Leigh – Fargo
  - Pollyanna McIntosh – The Walking Dead: The Ones Who Live
  - Elizabeth Saunders – From
  - Anna Sawai – Monarch: Legacy of Monsters
  - Rebecca Wisocky – Ghosts : fantômes à la maison (Ghosts)

#### Meilleur jeune acteur de télévision
- Xolo Maridueña – Cobra Kai
  - Zackary Arthur – Chucky
  - Hannah Cheramy – From
  - Cameron Crovetti – The Boys
  - Rhenzy Feliz – The Penguin
  - Joe Locke – Agatha All Along
  - Louis Puech Scigliuzzi – The Walking Dead: Daryl Dixon

#### Meilleur artiste invité
- Mark Hamill – La Chute de la maison Usher (The Fall of the House of Usher) 
  - Matthew Jeffers – The Walking Dead: The Ones Who Live
  - Martin Kove – Cobra Kai
  - Kyle MacLachlan – Fallout
  - Andrea Martin – Evil
  - Aubrey Plaza – Agatha All Along
  - Ke Huy Quan – Loki